# Miguel Gaspar Monconill y Viladot
Miguel Gaspar Monconill y Viladot OFMCap (* 13. Mai 1891 in Pinell de Solsonès; † 26. Februar 1946) war ein spanischer römisch-katholischer Ordensgeistlicher und Apostolischer Vikar von Caquetá.

## Leben
Miguel Gaspar Monconill y Viladot trat der Ordensgemeinschaft der Kapuziner bei und empfing am 17. Mai 1914 das Sakrament der Priesterweihe.
Am 30. Juni 1930 ernannte ihn Papst Pius XI. zum Titularbischof von Cadossia und zum Apostolischen Vikar von Caquetá. Der Apostolische Nuntius in Kolumbien, Erzbischof Paolo Giobbe, spendete ihm am 26. Oktober desselben Jahres die Bischofsweihe; Mitkonsekratoren waren der Bischof von Ibagué, Pedro María Rodríguez Andrade, und der Apostolische Vikar von Los Llanos de San Martín, Joseph-Marie-Désiré Guiot SMM.